# زورقک دندانه‌دار آمریکایی
زورقک دندانه‌دار آمریکایی (نام علمی: Odontocymbiola americana) نام یک گونه از سرده زورقک‌های دندانه‌دار است.